# باردیو
باردیو (به آلمانی: Bartfeld) یک سکونتگاه مسکونی با جمعیت ۳۳٬۰۲۰ نفر که در Bardejov District، اسلواکی واقع شده‌است.